# Euphorbia culminicola
Euphorbia culminicola är en törelväxtart som beskrevs av Antonio Molina. Euphorbia culminicola ingår i släktet törlar, och familjen törelväxter.
Artens utbredningsområde är Honduras. Inga underarter finns listade i Catalogue of Life.